# Val Fonteyne
Valere Ronald „Val“ Fonteyne (* 2. Dezember 1933 in Wetaskiwin, Alberta) ist ein ehemaliger kanadischer Eishockeyspieler, der im Verlauf seiner aktiven Karriere zwischen 1951 und 1974 unter anderem 879 Spiele für die Detroit Red Wings, New York Rangers und Pittsburgh Penguins in der National Hockey League sowie 154 weitere für die Alberta/Edmonton Oilers in der World Hockey Association auf der Position des linken Flügelstürmers bestritten hat. Fonteyne gilt als einer der fairsten Spieler beider Ligen überhaupt, da er in den über 1000 Einsätzen lediglich 38 Minuten auf der Strafbank verbrachte.

## Karriere
Fonteyne verbrachte seine Juniorenzeit zwischen 1951 und 1954 bei den Medicine Hat Tigers in der Western Junior Hockey League. Der Stürmer wies sich dabei als solider Spieler aus und wechselte nach Beendigung der drei Jahre in die Western Hockey League. Dort lief er in einigen Spielen für die New Westminster Royals auf. Den Großteil der Spielzeit verbrachte er aber im unterklassigen Seniorenbereich bei den Kelowna Packers.
Zur Saison 1955/56 wechselte der Kanadier dann vollends in die Western Hockey League. Fonteyne spielte vier Jahre lang in Seattle im US-Bundesstaat Washington – von 1955 bis 1958 für die Seattle Americans, danach ein Jahr bis zum Sommer 1959 für die Seattle Totems. Seine Leistungen in der WHL, wo er sich in den vier Spielzeiten von 36 auf letztlich 81 Scorerpunkte steigerte, zweimal ins First All-Star Team der Coast Division gewählt wurde und mit dem Totems den Lester Patrick Cup gewann, führten im Sommer 1959 schließlich dazu, dass ihn die Detroit Red Wings aus der National Hockey League verpflichteten.
Bei den Red Wings schaffte der defensivstarke Angriffsspieler auf Anhieb den Sprung in den Kader des Franchises und aufgrund seines soliden Spielstils vier Jahre lang im Team. In den Stanley-Cup-Playoffs 1961 erreichte er mit den Detroit Red Wings die Finalspiele um den Stanley Cup, unterlag dort aber in sechs Spielen den Chicago Black Hawks. Nach vier Jahren in der „Motor City“ verließ der Kanadier über den Intra-League Draft die Red Wings, als er vom Ligakonkurrenten New York Rangers ausgewählt wurde. Dort bildete er über gut ein Jahr eine Angriffsreihe mit Don Marshall und Vic Hadfield, kehrte aber bereits im Februar 1965 an seine alte Wirkungsstätte in Detroit zurück. Dort verbrachte Fonteyne weitere zweieinhalb Jahre, kam aber ab der Spielzeit 1965/66 vermehrt im Farmteam, den Pittsburgh Hornets, in der American Hockey League zum Einsatz. Mit den Hornets gewann er im Jahr 1967 den Calder Cup. Der erstmalige Gewinn des Stanley Cups scheiterte an einer abermaligen Finalniederlage in den Stanley-Cup-Playoffs 1966 gegen die Canadiens de Montréal.
In der Folge verblieb Fonteyne in Pittsburgh, allerdings nicht bei den Hornets, sondern bei den neu gegründeten Pittsburgh Penguins, die zur Saison 1967/68 Teil der Erweiterung der NHL waren. Sie wählten den Flügelstürmer im NHL Expansion Draft 1967 aus den ungeschützten Kaderspielern der Detroit Red Wings aus. In Pittsburgh fand Val Fonteyne für die folgenden fünf Jahre eine neue sportliche Heimat. Im Gegensatz zu den zurückliegenden Jahren in Detroit spielte er wieder komplett in der NHL und gab dem jungen Team mit seiner Erfahrung im Defensivbereich die nötige Stabilität. Zudem erreichte er in seinem ersten Jahr einen Karrierebestwert von 34 Punkten und untermauerte seine faire Spielweise, die ihm zwischen 1965 und 1972 lediglich vier Strafminuten in 436 Spielen der regulären Saison bescherten. Darin lagen Spannen von 185 und 157 straflosen Spielen in Folge.
Ab der Saison 1972/73 ließ Fonteyne seine Karriere in seiner Heimatprovinz ausklingen. Der fast 40-Jährige war im Februar 1972 im WHA General Player Draft von den Alberta Oilers aus Edmonton ausgewählt worden und wechselte im Sommer 1972 zum Franchise in die neu gegründete World Hockey Association, die sich als Konkurrenz zum Branchenprimus NHL sah. Er absolvierte in den zwei Jahren 154 Spiele in der WHA, ehe er sich nach dem Spieljahr 1973/74 vom aktiven Sport zurückzog. Nach seinem Karriereende arbeitete er bis Mitte der 1990er-Jahre als Paketzusteller in seiner Geburtsstadt Wetaskiwin.

## Erfolge und Auszeichnungen
- 1958 WHL (Coast Division) First All-Star Team
- 1959 Lester-Patrick-Cup-Gewinn mit den Seattle Totems
- 1959 WHL (Coast Division) First All-Star Team
- 1967 Calder-Cup-Gewinn mit den Pittsburgh Hornets

## Karrierestatistik
(Legende zur Spielerstatistik: Sp oder GP = absolvierte Spiele; T oder G = erzielte Tore; V oder A = erzielte Assists; Pkt oder Pts = erzielte Scorerpunkte; SM oder PIM = erhaltene Strafminuten; +/− = Plus/Minus-Bilanz; PP = erzielte Überzahltore; SH = erzielte Unterzahltore; GW = erzielte Siegtore; 1 Play-downs/Relegation; Kursiv: Statistik nicht vollständig)